# Hemigraphis brunelloides
Hemigraphis brunelloides är en akantusväxtart som först beskrevs av Jean-Baptiste de Lamarck, och fick sitt nu gällande namn av Cornelis Eliza Bertus Bremekamp. Hemigraphis brunelloides ingår i släktet Hemigraphis och familjen akantusväxter. Utöver nominatformen finns också underarten H. b. vahliana.